# 多原子离子
在許多化学反应裡，有一些物质，比如Ca(OH)2、CaCO3、H2SO4等，它们当中有一些“原子集团”：比如OH-、CO32-、SO42-等，常常作为一个整体参加反应，这样的原子集团称为 多原子离子（polyatomic ion）或 分子离子（molecular ion）；旧的文献常不精确地称 原子团（atomic group）、根（radical）或 基团。

## 多原子离子（根）的化合价
- 多原子离子也有化合价。
- 构成相同的多原子离子或许是不同的多原子离子。比如锰酸根（MnO4，-2价）和高锰酸根（MnO4，-1价），它们构成相同但化合价是不同的。
- 多原子离子是某个分子中的一部分。一般地，在三种或三种以上元素组成的化合物中，其分子通常含有某多原子离子。
- 多原子离子并不是在任何化学反应中都保持不变，在某些化学反应中，多原子离子是会发生变化的。
- 多原子离子不可以独立存在，只能是化合物的组成部分。一般地，在溶液中，多原子离子常常作为一个整体参加化学反应。

下面是常见的“根离子”的化合价：
| 多原子离子 | 化学式  | 化合价 |
| ---------- | ------- | ------ |
| 硝酸根     | NO3-    | -1价   |
| 亞硝酸根   | NO2-    | -1价   |
| 碳酸根     | CO32-   | -2价   |
| 草酸根     | C2O42-  | -2价   |
| 硫酸根     | SO42-   | -2价   |
| 亞硫酸根   | SO32-   | -2价   |
| 鉻酸根     | CrO42-  | -2价   |
| 二鉻酸根   | Cr2O72- | -2价   |
| 磷酸根     | PO43-   | -3价   |
| 氢氧根     | OH-     | -1价   |
| 铵根       | NH4+    | +1价   |
| 醋酸根     | CH3COO- | -1价   |